# Reims-Cessna F406 Caravan II

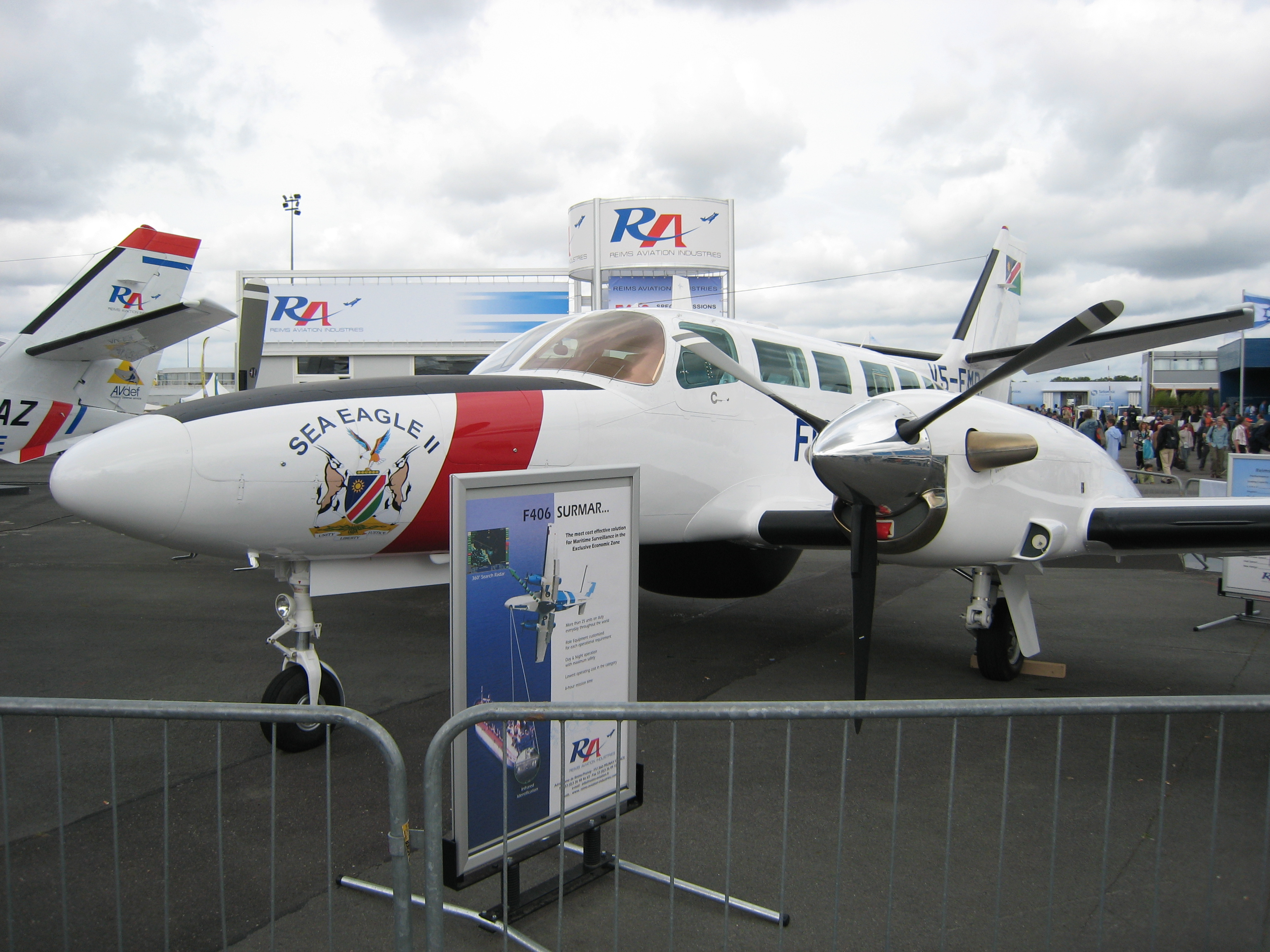
A F406 Surmar на Паризькому авіашоу у 2007

Reims-Cessna F406 Caravan II — легкий двомоторний літак.
Розроблений компанією Cessna спільно з фірмою Reims Aviation. Був вдосконаленням версії Cessna 404. Перший політ літака відбувся в 1983 році. З 1986 року почався серійний випуск.
Моноплан нормальної аеродинамічної схеми, з низько розташованим крилом і 14-місною кабіною.

## ЛТХ
- Кількість пасажирів: до 14
- Максимальна швидкість (км/год): 303
- Дальність: 2200 км
- Практична стеля 9144 м